# Моллі Сміттен-Даунс
Моллі Еліс Сміттен-Даунс, або просто Моллі (англ. Molly Alice Smitten-Downes; нар. 2 квітня 1987 року Енсті, Лестершир, Англія, Велика Британія) — британська співачка. Представляла Велику Британію на пісенному конкурсі Євробачення 2014 у Копенгагені, Данія, з піснею «Children of the Universe».